# Ashill (Kornwalia)
Ashill – osada w Anglii, w Kornwalii. Leży 19 km na północny wschód od miasta Penzance i 393 km na zachód od Londynu.